# 棚橋幸代
棚橋 幸代（たなはし さちよ、1978年3月27日 - ）は、日本の女優。長崎県出身。

## 出演

### テレビドラマ
- サラリーマン金太郎 パート3（TBS）
- 幻十郎必殺剣 第3話（テレビ東京） - お夕 役
- 土曜ワイド劇場 狩矢父娘シリーズ9「京料理殺人事件」（2008年、テレビ朝日）- 綾駒（芸妓）
- ひるドラ「キッパリ!!」（CBC）
- メイド刑事 第4話（テレビ朝日）
- 水戸黄門
  - 第36部 第15話「お娟が挑んだ女の決闘」（2006年11月13日、TBS） - 蛍火 役
  - 第42部 第14話「命を張った弥七の度胸 -松江-」（2011年1月24日、TBS） - 佐和 役
- 忠臣蔵 音無しの剣（2008年、テレビ朝日）
- 篤姫（NHK）

### 映画
- GUN CRAZY3
- アウトレイジ
- L change the WorLd

### CM
- 「フルーチェ」(ハウス食品)

### 舞台
- シェルター（2010年、中目黒 ウッディシアター）
- 00ルパン（2010年、池袋シアターグリーン　BIG TREE THEATER）
- フツーの生活 長崎編（2010年)、紀伊國屋サザンシアター
- ゲキハピ（2010年、銀座 MAKOTOシアター）
- 彼女、借ります（2010年、笹塚ファクトリー）
- 本日のお日柄は〜I’m home! Welcome home!!〜（2011年10月12日-16日、中野 ザ・ポケット）
- amipro「ジパングパイレーツ」（2011年12月21日-28日、笹塚ファクトリー）
- Ask「どんでん」（2012年1月18日-22日、シアターサンモール）
- ねねぷろじぇくと「ロミオとシラノとジュリエット」(2012年4月26日-30日、中野 ザ・ポケット)
- 雀組ホエールズ第2回公演「ゴジラ」（2012年12月18日-23日、千本桜ホール）
- 名探偵ポワロ 〜ブラックコーヒー（2013年2月6日-13日、三越劇場）
- GENKI Produce vol.7 「病院のススメ」(2013年4月2日-7日、笹塚ファクトリー)
- さちいろ玉手箱第1回公演「小町の千年情話」(2013年8月22日-25日、阿佐ヶ谷アートスペースプロット)
- WORLD（2013年10月18日-27日、シアター1010)
- コロッケ 新春特別公演 しあわせ地蔵 (2014年1月4日-29日、中日劇場
- 東京カンカンブラザーズ 第7回公演「春がハーモニカを吹く理由」(2014年4月9日-13日 中野 ザ・ポケット)
- 雀組ホエールズ第5回公演「ひまわりの見た夢」（2014年6月10日-15日、下北沢OFF・OFFシアター）
- 劇団 でん組 旗揚げ公演 「僕のともだち」(2014年9月2日-7日、テアトルBONBON)
- 東京カンカンブラザーズ 第8回公演「薄い黄色のカーディガン 〜さらば、愛しの疑似家族〜」（2014年9月17日〜9月21日、中野 ザ・ポケット)
- WITH YOU 第12回公演「BRIDGE!!」（2024年1月17日 - 21日、赤坂RED/THEATER）[1]
- 東京印 vol.25「蒼い薔薇のシグナル2024」〜人は燃え尽きるから面白い〜（2024年2月28日 - 3月3日、中野 ザ・ポケット）[2]
- 気晴らしBOYZ「GROOM&GROOM」（2024年7月3日 - 7日、中野 ザ・ポケット）[3]